# Sheraton Buenos Aires Hotel
El Sheraton Buenos Aires Hotel & Convention Center (originalmente Hostal Santa María de los Buenos Aires) es un edificio de estilo racionalista (escuela de Chicago) destinado a hotel cinco estrellas, ubicado en el barrio de Retiro, en Buenos Aires, Argentina. Fue construido entre 1969 y 1972 y se transformó en el primer edificio del conjunto urbano Catalinas Norte. Desde 1996 alberga también un centro de convenciones.

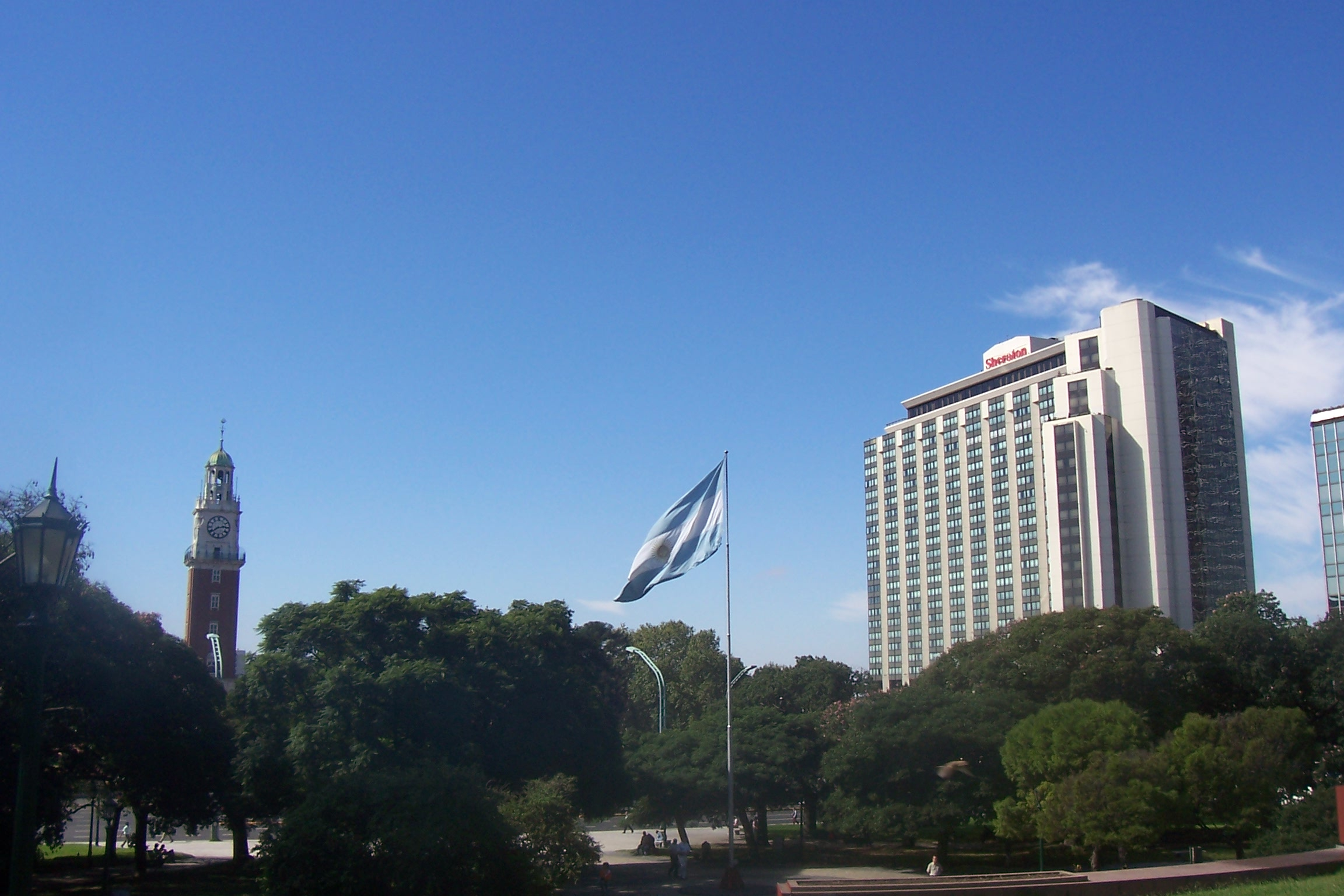
Vista del Hotel desde Plaza San Martín (Buenos Aires).

El hotel fue diseñado por los arquitectos Santiago Sánchez Elía, Federico Peralta Ramos y Alfredo Agostini (estudio SEPRA SCA). El terreno de 26.688,89 m² fue adquirido por Hoteles Sheraton de Argentina S.A.C. a la Municipalidad de la Ciudad de Buenos Aires el 22 de octubre de 1968, y la adjudicación fue mediante el Decreto 8124/68. Las obras, a cargo de las constructoras Benito Roggio e hijos S.A., Sebastián Maronese e hijos S.A. y Crivelli, Cuenya y Goicoa Construcciones S.A., fueron inauguradas por el intendente Manuel Iricíbar el 26 de junio de 1969, y el hotel fue finalmente inaugurado el 24 de agosto de 1972. 

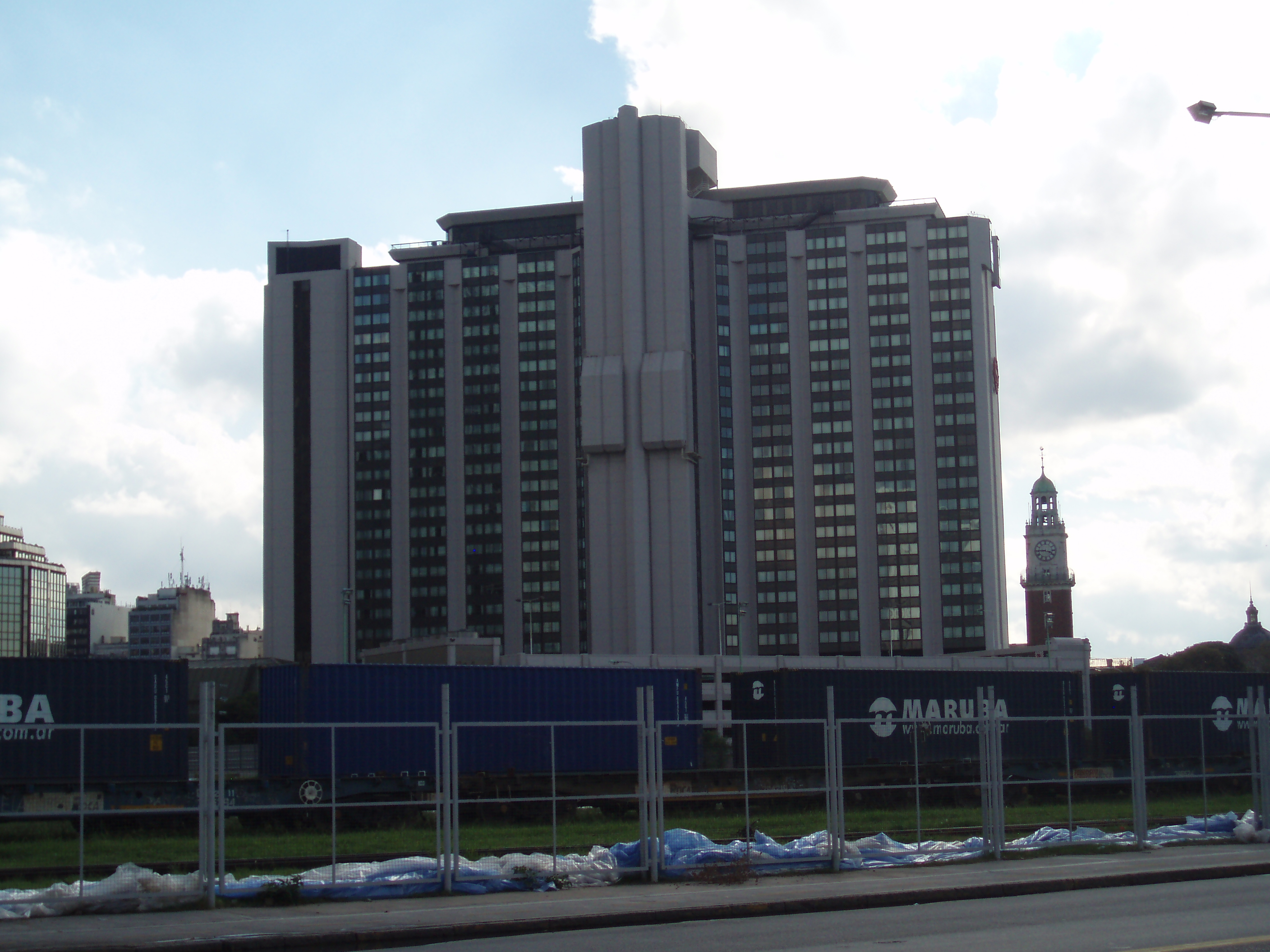
Fachada posterior del hotel.

El proyecto original contó con una galería comercial y locales adyacentes, kioscos, una confitería, espacios de paseo peatonal con jardines y un auditorio con capacidad para 230 personas. En el 1º piso se ubicaron instalaciones de uso público: salón de convenciones, sala de proyecciones, restaurantes, bares, las cocinas, terrazas y una pileta de natación al aire libre, montada sobre el basamento del edificio. En el 2º piso, salones de usos múltiples, salas de reuniones, sala de deportes y peluquería. Los siguientes 20 pisos fueron ocupados por las habitaciones, con las suites ubicadas en los extremos del edificio. El subsuelo fue destinado a salas de máquinas, acceso de personal, depósitos, estacionamiento de vehículos y otras dependencias. En la azotea se proyectó construir un restaurante con terrazas y una vista privilegiada del Río de la Plata. En total, sumaba 62.000 m² de superficie cubierta.
En marzo de 1996, se inauguró el centro de convenciones que conllevó un cambio de nombre por parte del edificio, y en diciembre de 1996 se abrió el Neptune Pool & Fitness Center. Se construyó además un edificio anexo, el Park Tower, a Luxury Collection Hotel, diseñado por el estudio Daniel Piana y Asociados y perteneciente a la cadena The Luxury Collection.
El hotel alcanzó una altura de 91 metros, con 90 metros de largo y 18 de ancho, aproximadamente. Actualmente tiene 24 pisos y posee 742 habitaciones, incluyendo 33 suites, y sus instalaciones suman dos piletas, dos canchas de tenis, Business Center, restaurantes y bares.
En 1973, en tiempos de la “primavera camporista”, uno de los cánticos de la Juventud Peronista decía:  “¡Qué lindo, qué lindo, qué lindo que va a ser, el Hospital de Niños en el Sheraton Hotel”. No obstante, ya un año antes y a muy poco de la inauguración, las Fuerzas  Armadas Revolucionarias (más conocidas por sus siglas FAR, cuya ideología era cercana al marxismo y al peronismo), habían hecho estallar una bomba en el piso 22 del hotel, asesinando a una huésped canadiense e hiriendo gravemente a otros. Cinco años más tarde, en 1977, el hotel sufrió otro atentado con explosivos, y nuevamente en 1982.